# Tenejapa (kommun)
Tenejapa är en kommun i Mexiko.   Den ligger i delstaten Chiapas, i den sydöstra delen av landet, 800 km öster om huvudstaden Mexico City. Arean är 99 kvadratkilometer.
Terrängen i Tenejapa är bergig.
Följande samhällen finns i Tenejapa:
- Cancuc
- Kotolte
- Tz'Aquiviljok
- Yashanal
- Matzam
- Chixtontic
- Chacoma
- Sibaniljá Pocolum
- Tres Cerros
- Ococh
- Jomanichim
- Shishintonil
- Kulaktik
- Cruzchén
- Yetzucum
- Pactetón
- Pajaltón
- Amaquil
- Sivactel
- El Retiro
- Juxalja
- Cañada Grande
- Cruz Pilar
- Jerusalén
- Chana
- Navil
- Winikton
- Achlum
- Balún Canán
- Chuljá
- Barrio Alto
- Las Manzanas
- Los Mangos
- Mercedes
- Bajchén
- Baj'lok'IIja
- El Corralito
- La Libertad
- Chixaltontic
- Poblado Curva
- Tuxaquil
- Cañada Chica
- Bawits
- San Antonio
- El Pach
- Banavil
- Santa Rosa
- Kokil
- Tres Pozos
- Yaalchuch